# ジョージア保守党
ジョージア保守党（ジョージアほしゅとう、グルジア語: საქართველოს კონსერვატიული პარტია, Sak’art’velos konservatiuli partia）はジョージアの中道右派政党。2001年に設立された。略称SKP 。
当初はミヘイル・サアカシュヴィリ大統領率いる統一国民運動との連立政権に参加したが、2004年5月に連立政権を離脱、ジョージア共和党と民主戦線会派を形成した。
2007年に他の野党ともに反政府デモに参加し、2008年の大統領選挙では統一野党候補レヴァン・ガチェチラゼを支持した。
2012年総選挙でグルジアの夢連合が統一国民運動に勝利すると、同連合に参画したが、2019年に離脱。2024年総選挙ののちは「ジョージアのために」連合に加わっている。
2014年11月1日に欧州保守改革同盟（現・欧州保守改革党）に加盟したが、2022年に離脱した。

## 脚註
1. ↑  “Conservative Party of Georgia”.   pecob.eu. 2014年2月18日閲覧。
2. ↑  Bader, M. “Notes - UvA DARE”.   idea.int. 2013年6月27日時点のオリジナルよりアーカイブ。2014年2月18日閲覧。
3. ↑  “Conservative Party of Georgia (Political party, Georgia)”.   crwflags.com. 2014年2月18日閲覧。
4. ↑  “AECR welcomes two new members from Slovakia and Georgia”.   Alliance of European Conservatives and Reformists (2014年11月1日). 2014年11月2日閲覧。